# De l'autre côté (film, 2002)
Pour les articles homonymes, voir De l'autre côté.
Pour plus de détails, voir Fiche technique et Distribution.
De l'autre côté est un documentaire français réalisé par Chantal Akerman, sorti en 2002. Il est présenté hors-compétition au Festival de Cannes 2002.
Ce documentaire traite des Mexicains qui traversent la frontière entre les États-Unis et le Mexique.

## Synopsis
La cinéaste rencontre des gens qui acceptent ou non de confier leurs positions et leurs intentions quant au passage, illégal et dangereux, de la frontière entre le Mexique et les USA.

## Fiche technique
- Titre français : De l'autre côté
- Réalisation : Chantal Akerman
- Scénario : Chantal Akerman
- Montage : Claire Atherton
- Pays d'origine :  France
- Format : couleurs - 35 mm - 1,78:1 - Dolby
- Genre : documentaire
- Durée : 103 minutes
- Date de sortie : 2002